# سام فرنسيس
سام فرنسيس (بالإنجليزية: Sam Francis)‏ هو رسام أمريكي، ولد في 25 يونيو 1923 في سان ماتيو في الولايات المتحدة، وتوفي في 4 نوفمبر 1994 في سانتا مونيكا في الولايات المتحدة بسبب سرطان البروستاتا.

## وصلات خارجية
- سام فرنسيس على موقع الموسوعة البريطانية (الإنجليزية)
- سام فرنسيس على موقع إن إن دي بي (الإنجليزية)
- سام فرنسيس على موقع ديسكوغز (الإنجليزية)